# Can't Slow Down
Can't Slow Down es el título del segundo álbum de estudio en solitario grabado por el cantautor estadounidense Lionel Richie, Fue lanzado al mercado por la empresa discográfica Motown el 11 de octubre de 1983. El álbum llegó al número uno en el listado de álbumes de Billboard el 3 de diciembre de 1983, donde permaneció por tres semanas. También se mantuvo por 59 semanas consecutivas dentro del top diez (incluyendo todo 1984) y un total de 160 semanas (más de tres años) en el Billboard 200. Después de ser el tercer álbum más vendido de 1984, ganó un Premio Grammy al álbum del año en la ceremonia de 1985 y vendió más de 20 millones de copias en el mundo.
Can't Slow Down logró tener cada sencillo publicado en los diez primeros puestos de la lista Billboard Hot 100, de los cuales dos de ellos, «Hello» y «All Night Long (All Night)», llegaron al primer puesto. Otros éxitos incluyen «Stuck On You», «Running With the Night» y «Penny Lover», que ocuparon el tercer, séptimo y octavo puesto en el Hot 100, respectivamente. «Stuck on You» también llegó al 24 en la lista de Billboard Hot Country Singles & Tracks.

## Composición
Tras su álbum debut homónimo de estudio Lionel Richie (1982), Richie decidió empezar con su segundo disco que se llamaría Can't Slow Down. El primer sencillo, «All Night Long (All Night)», que enseguida entró en las listas de popularidad de Estados Unidos, Reino Unido o Australia, tuvo muy buen recibimiento y mucha fama y llegó a lo más alto del Billboard Hot 100, por lo que se convirtió en el tercer número uno de Richie. El cantante confirmó que el álbum se grabó a principio de marzo y se terminó de grbar en noviembre de 1983.

## Sencillos y recepción en listas
«All Night Long (All Night)» es el primer sencillo del álbum, publicado el 8 de agosto de 1983 por Motown Records. La canción entró en el número 63 del Billboard Hot 100, a la semana siguiente, la canción se disparó al número 43, y no dejó de subir hasta que consiguió el número 1 con tan solo nueve semanas en lista, la canción estuvo cuatro semanas en dicha posición, superando a su canción «Truly». También tuvo mucha fama en países como Australia, España, Canadá y Reino Unido, llegando al número 1.
«Running With The Night» fue el segundo sencillo del álbum debut, la canción entró en el número 57, mientras su primer sencillo «All Night Long (All Night)» llevaba cuatro semanas en el número 1. Al final, la canción consiguió el número 7 diez semanas más tarde, teniendo una fama media. También llegó al top 10 de países como Australia, España, Reino Unido.
«Hello» fue publicado como el tercer sencillo del álbum. Llegó al número uno en Estados Unidos y, en el videoclip, Richie se enamora de una chica con ceguera. El cuarto sencillo, «Stuck on You», fue lanzado el 2 de abril de 1984 y alcanzó la tercera posición del Hot 100 de Billboard. «Penny Lover» se lanzó al mercado como el último sencillo del disco el 3 de septiembre de 1984, y llegó a la octava posición en Estados Unidos.

## Lista de canciones
| Original album (1983) |                              |                                      |          |  |
| N.º                   | Título                       | Escritor(es)                         | Duración |  |
| 1.                    | «Can't Slow Down»            | Lionel Richie · David Cochrane       | 4:43     |  |
| 2.                    | «All Night Long (All Night)» | Lionel Richie                        | 6:25     |  |
| 3.                    | «Penny Lover»                | Lionel Richie · Brenda Harvey-Richie | 5:34     |  |
| 4.                    | «Stuck on You»               | Lionel Richie                        | 3:11     |  |
| 5.                    | «Love Will Find a Way»       | Lionel Richie · Greg Phillinganes    | 6:16     |  |
| 6.                    | «The Only One»               | Lionel Richie · David Foster         | 4:21     |  |
| 7.                    | «Running with the Night»     | Lionel Richie · Cynthia Weil         | 6:01     |  |
| 8.                    | «Hello»                      | Lionel Richie                        | 4:09     |  |

## Créditos y personal
- Israel Baker – Maestro de concierto
- Brian Banks – Programación de sintetizadores
- Harry Bluestone – Maestro de concierto
- Michael Boddicker – Sintetizadores, vocoder
- Sonny Burke – Teclados, Fender Rhodes
- Diane Burt – Voz, canto
- James Anthony Carmichael – Arreglista, voz, coros, productor, canto
- Jim Cassell – Ingeniero
- Melinda Chatman – Efectos de sonido, voz
- Joe Chemay – Bajo
- Terry Christian – Ingeniero
- Jane Clark – Ingeniero
- David Cochrane – Sintetizadores, guitarra, arreglista, coros, canto, Vocoder, bajo de sintetizadores, programación de sintetizadores
- Steve Crimmel – Ingeniero
- Paulinho Da Costa – Percusión
- Nathan East – Bajo
- David Egerton – Ingeniero
- Mark Ettel – Ingeniero
- Larry Ferguson – Ingeniero
- David Foster – Bajo, teclados, productor
- Humberto Gática – Ingeniero, mezcla
- Dr. Lloyd Byro Greig – Voz, canto
- Bernie Grundman – Masterización
- Calvin Harris – Coros, ingeniero, canto, mezcla
- Brenda Harvey Richie – Voz, canto, asistente de producción
- Jeanette Hawes – Voz, coros, canto
- John Hobbs – Piano, Fender Rhodes
- Mitch Holder – Guitarra
- Janice Marie Johnson – Voz, canto
- Darryl Jones – Guitarra
- Abraham Laboriel – Bajo
- Fred Law – Mezcla
- Paul Leim – Batería
- Steve Lukather – Guitarra
- Anthony Marinelli – Programación de sintetizadores
- Richard Marx – Voz, coros, canto
- Tim May – Guitarra acústica
- Greg Phillinganes – Sintetizadores, voz
- Jeff Porcaro – Batería
- Deborah Joyce Richie – Voz, Canto
- Lionel Richie – Arreglista, batería, teclados, voz, corps, productor, canto
- Carlos Rios – Guitarra
- John "J.R." Robinson – Batería
- Louie Shelton – Guitarra
- Karen Siegel – Mezcla
- Suzanne Stanford – Voz, canto
- Fred Tackett – Guitarra acústica
- Deborah Thomas – Voz, coros, canto
- Kin Vassy – Voz